# Alessandro Birindelli
Alessandro Birindelli, italijanski nogometaš, * 12. november 1974, Pisa, Italija.
Birindelli je leta 2010 končal aktivno igranje, nastopal pa je na levi ali desni strani obrambne vrste. Visok je 176 cm, tehta pa 73 kg. Svojo profesionalno kariero je začel v Empoliju, od leta 1997 pa do 2008 je bil član Juventusa, s katerim je štirikrat osvojil naslov državnega prvaka.